# Oktagon 37
Oktagon 37 byl první ze dvou MMA (mixed martial arts) turnajů pořádáných organizací Oktagon MMA v prosinci 2022. Turnaj se konal v sobotu 3. prosince 2022 v ostravské OSTRAVAR aréně. Vůbec poprvé v celé historii Oktagonu se v rámci jednoho turnaje uskutečnily dva titulové zápasy. Prvním titulovým zápasem večera byl souboj o pás pro šampiona pérové váhy, ve kterém Mate Sanikidze po pěti kolech udolal Jakuba Tichotu. Ve druhém titulovém zápase neobhájil pás pro šampiona velterové váhy již po šesté David Kozma. Jeho přemožitelem se stal brazilský bojovník Kaik Brito. Za ukončení této série si zasloužil bonus za Tipsort výkon večera.

## Místo konání
| Ostrava                         | Ostrava Ostrava, Česko |
| ------------------------------- | ---------------------- |
| Ostravar Aréna Kapacita: 12 500 | Ostrava Ostrava, Česko |
|                                 | Ostrava Ostrava, Česko |

## Fightcard a výsledky
| Hlavní karta            | Hlavní karta     | Hlavní karta    | Hlavní karta     | Hlavní karta    | Hlavní karta | Hlavní karta | Hlavní karta |
| Typ zápasu              | Váhová kategorie | Vítěz           | Poražený         | Metoda ukončení | Počet kol    | Čas          | Poznámky     |
| ----------------------- | ---------------- | --------------- | ---------------- | --------------- | ------------ | ------------ | ------------ |
| Oktagon MMA Title Fight | Velterová        | Kaik Brito      | David Kozma      | TKO             | 3            | 4:12         |              |
| Oktagon MMA Title Fight | Pérová           | Mate Sanikidze  | Jakub Tichota    | DEC             | 5            | 5:00         |              |
| Oktagon MMA             | Střední          | Vlasto Čepo     | Giovanni Melillo | TKO             | 1            | 2:30         |              |
| Oktagon MMA             | Catch - 72 kg    | Konrad Dyrschka | Jan Široký       | DEC             | 3            | 5:00         |              |
| Oktagon MMA             | Catch - 95 kg    | Al Matavao      | Marek Mazúch     | KO              | 1            | 2:02         |              |

| PRELIMS karta | PRELIMS karta    | PRELIMS karta     | PRELIMS karta        | PRELIMS karta   | PRELIMS karta | PRELIMS karta | PRELIMS karta |
| Typ zápasu    | Váhová kategorie | Vítěz             | Poražený             | Metoda ukončení | Počet kol     | Čas           | Poznámky      |
| ------------- | ---------------- | ----------------- | -------------------- | --------------- | ------------- | ------------- | ------------- |
| Oktagon MMA   | Catch - 73 kg    | Ronald Paradeiser | Felipe Da Silva Maia | KO              | 1             | 0:21          |               |
| Oktagon MMA   | Polotěžká        | Václav Mikulášek  | Petr Bartoněk        | KO              | 1             | 4:59          |               |
| Oktagon MMA   | Těžká            | Adam Palasz       | Tadej Dajčman        | KO              | 1             | 2:26          |               |
| Oktagon MMA   | Slámová          | Katharina Dalisda | Monika Chochlíková   | DEC             | 3             | 5:00          |               |
| Oktagon MMA   | Střední          | Robert Bryczek    | Rahmane Abdel Driai  | KO              | 1             | 1:25          |               |
| Oktagon MMA   | Lehká            | Matěj Kuzník      | Ozan Aslaner         | TKO             | 1             | 3:30          |               |